# نورمان إي. برينكر
نورمان إي. برينكر (بالإنجليزية: Norman E. Brinker)‏ هو صاحب مطعم أمريكي، ولد في 3 يونيو 1931 في دنفر في الولايات المتحدة، وتوفي في 9 يونيو 2009 في كولورادو سبرينغس في الولايات المتحدة بسبب ذات الرئة.

## وصلات خارجية
- نورمان إي. برينكر على موقع إن إن دي بي (الإنجليزية)